# Barchaczów
Barchaczów is een plaats in het Poolse district  Zamojski, woiwodschap Lublin. De plaats maakt deel uit van de gemeente Łabunie en telt 460 inwoners.